# No Fixed Address
No Fixed Address é o oitavo álbum de estúdio da banda de rock canadense Nickelback, lançado em 14 de novembro de 2014 pela Republic Records. O lançamento do álbum coincide com o aniversário de seis anos do seu sexto álbum de estúdio, Dark Horse. Este é o primeiro lançamento da banda na Republic Records, depois de deixar a gravadora de longa data Roadrunner Records em 2013. O título do álbum, "No Fixed Address" (em português: Sem Endereço Fixo), foi inspirado pelo fato de que o álbum foi gravado em muitos lugares diferentes, e eles nunca se estabeleceu em um único ponto.
O álbum é precedido pela liderança de "Edge of a Revolution", que foi lançado como primeiro single em 18 de agosto de 2014, e pela iTunes em 19 de agosto. A música "What Are You Waiting For?" foi lançada como segundo single e estreou nas rádios alemãs e do Reino Unido em 4 de setembro, antes de ser lançado na Austrália em 5 de setembro. impactado estações de rádio dos Estados Unidos em 22 de setembro de acordo com o site de rádio Republic Records.

## Recepção
| Críticas profissionais                                                      | Críticas profissionais |
| Avaliações da crítica                                                       | Avaliações da crítica  |
| Fonte                                                                       | Avaliação              |
| --------------------------------------------------------------------------- | ---------------------- |
| AllMusic                                                                    | [ 6 ]                  |
| Billboard                                                                   | [ 7 ]                  |
| Rolling Stone                                                               | [ 8 ]                  |
| USA Today                                                                   | [ 9 ]                  |
| Esta tabela precisa de ser acompanhada por texto em prosa. Consulte o guia. |                        |

### Recepção da crítica
O álbum recebeu críticas mistas dos críticos de música. Tem atualmente recebido uma série de 54/100 ("críticas mistas ou média") pontuação no Metacritic.
Foi classificado pela AllMusic com 3,5, regista com agrado que o álbum é mais influenciado pela EDM do que o trabalho anterior da banda, segundo Stephen Thomas Erlewine, foi atribuído a uma mudança decisiva no estilo para permanecer relevante: "Não é apenas uma jogada comercial sagaz , gera o melhor álbum de Nickelback até à data.

### Desempenho comercial
Em sua primeira semana de lançamento, o álbum estreou na posição 2# da Canadian Albums Chart, vendendo 20 mil cópias. Isto marca o primeiro álbum de estúdio oficial da banda não para estrear no número um na parada, ficando para trás da banda One Direction do Four. A partir de janeiro de 2015, No Fixed Address vendeu 58.000 cópias no Canadá.
Nos Estados Unidos, o álbum estreou na posição 4# no Billboard 200 e na primeira posição na Albums chart US Top Rock; que vendeu 80.000 cópias em sua primeira semana. vendas estréia para o álbum são para baixo da estréia do álbum anterior da banda aqui e agora, que viu 227 mil cópias vendidas.

## Lista de faixas
A lista de faixas do álbum foi revelada em 22 de agosto de 2014. As músicas foram confirmadas no site da banda no dia 29 de outubro de 2014.
Todas as letras escritas por Chad Kroeger.
| N.º            | Título                                  | Compositor(es)                                         | Duração |  |
| 1.             | "Million Miles an Hour"                 | Chad Kroeger, Ryan Peake                               | 4:10    |  |
| 2.             | "Edge of a Revolution"                  | C. Kroeger, Peake, Mike Kroeger                        | 4:03    |  |
| 3.             | "What Are You Waiting For?"             | C. Kroeger, Peake, Jacob Kasher, Gordon "Gordini" Sran | 3:38    |  |
| 4.             | "She Keeps Me Up"                       | C. Kroeger, Kasher, Josh Ramsay                        | 3:57    |  |
| 5.             | "Make Me Believe Again"                 | C. Kroeger, David Hodges                               | 3:33    |  |
| 6.             | "Satellite"                             | C. Kroeger, Peake, Ramsay, Hodges                      | 3:57    |  |
| 7.             | "Get 'Em Up"                            | C. Kroeger                                             | 3:53    |  |
| 8.             | "The Hammer's Coming Down"              | C. Kroeger, Peake, M. Kroeger                          | 4:24    |  |
| 9.             | "Miss You"                              | C. Kroeger, Peake, M. Kroeger                          | 4:02    |  |
| 10.            | "Got Me Runnin' Round" (feat. Flo Rida) | C. Kroeger, Kasher                                     | 4:05    |  |
| 11.            | "Sister Sin"                            | C. Kroeger, Peake                                      | 3:25    |  |
| Duração total: | Duração total:                          | Duração total:                                         | 43:07   |  |

## Desempenho nas paradas

### Paradas
| País/Parada (2014)                      | Melhor posição |
| --------------------------------------- | -------------- |
| Austrália (ARIA)                        | 3              |
| Áustria (Ö3 Austria Top 40)             | 4              |
| Canadá (Billboard)                      | 2              |
| Bélgica (Ultratop Flandres)             | 41             |
| Bélgica (Ultratop Valônia)              | 72             |
| Dinamarca (Hitlisten)                   | 24             |
| Países Baixos (Dutch Charts)            | 48             |
| Finlândia (Suomen virallinen lista)     | 31             |
| França (SNEP)                           | 90             |
| Alemanha (Offizielle Deutsche Charts)   | 7              |
| Itália (FIMI)                           | 18             |
| Países Baixos (Dutch Charts)            | 48             |
| Nova Zelândia (RMNZ)                    | 12             |
| Noruega (VG-lista)                      | 8              |
| Suécia (Sverigetopplistan)              | 14             |
| Suíça (Schweizer Hitparade)             | 3              |
| Reino Unido (Official Albums Chart)     | 12             |
| Estados Unidos (Billboard 200)          | 4              |
| Estados Unidos (Top Rock Albums)        | 1              |
| Estados Unidos (Top Alternative Albums) | 1              |
| Estados Unidos (Top Hard Rock Albums)   | 1              |

### Certificações
| Austrália (ARIA)                                       | Ouro | 35.000^ |
| Áustria (IFPI)                                         | Ouro | 7.500^  |
| ^ Valores enviados com base em certificação individual |      |         |

## Pessoal

### Nickelback
- Chad Kroeger – vocal, guitarra, produção
- Ryan Peake – guitarra, teclados, backing vocal
- Mike Kroeger – baixo, backing vocal
- Daniel Adair – bateria, backing vocal

### Produção
- Chris Baseford – produção
- Chris Lord-Alge – mixagem
- Ted Jensen – masterização